# Robert Roest
Robert Roest (Soest, 30 ottobre 1969) è un ex calciatore e allenatore di calcio olandese che giocava come difensore.

## Carriera

### Club
Durante la sua carriera giocò per Utrecht (1988-1994 e 2001-2003), SK Beveren (1994-1995), Fortuna Sittard (1995-2001) e AGOVV Apeldoorn (2003-2006).

### Nazionale
Ha giocato con la nazionale olandese Under 21, prendendo parte al campionato europeo di categoria del 1992, dove segnò una rete nella vittoria 2-1 sulla Svezia.

## Palmarès
- Coppa dei Paesi Bassi: 1

Utrecht: 2002-2003